# 消去法
消去法（しょうきょほう）とは、様々な選択肢がある場合に、誤りや、あり得ないものを消去していき、最終的に残った選択肢を選ぶ方法。

## 帰納論理学
論理的に可能な事例をすべて枚挙し、そのうちの一つを除くすべてが否定されることを立証することで、残る一つが結果的に真となるという証明法は枚挙消去法と呼ばれることがある。
消去による帰納法（Induction by Elimination）はフランシス・ベーコンによって原型が作られ、ジョン・スチュアート・ミルらに受け継がれた。ベーコンの帰納法は、ある現象を説明づけられるような膨大な観察事実の集まりを「現存の表」としてまとめ（熱の形相であれば太陽光線、炎、生石灰などの観察事実をまとめたもの）、さらにそれが本質的な特徴か否かを観察事実によって取捨選択するための「不在の表」（熱は月などの天体の光からは感じられないといった観察事実をまとめたもの）と、探求する事象が異なった程度で存在する事例を「程度の表」（摩擦熱は摩擦の強さによって変化するといった観察事実をまとめたもの）を作成した上で、その形相に関係しないと思われる特徴を削除していく方法をとる。

## 推理小説
シャーロック・ホームズも自らの推理法を「全ての不可能を消去して、最後に残ったものが如何に奇妙な事であっても、それが真実となる」（When you have eliminated the impossible, whatever remains, however improbable, must be the truth.）と述べており、しばしば消去法を用いて事件を解決する。